# Stefanków (powiat szydłowiecki)
Stefanków – wieś w Polsce położona w województwie mazowieckim, w powiecie szydłowieckim, w gminie Chlewiska. Ma status sołectwa.
W latach 1975–1998 miejscowość należała administracyjnie do województwa radomskiego.
Wieś Stefanków jest ściśle powiązana ze Skłobami i Nadolną przez co zwie się te trzy miejscowości "trójwsią" lub potocznie "trójmiastem".
Wierni Kościoła rzymskokatolickiego należą do parafii Najświętszego Serca Jezusowego w Nadolnej.

## Historia
W okresie niemieckiej okupacji wieś została dwukrotnie spacyfikowana. 30 marca 1940 roku aresztowano tam 77 mężczyzn, spośród których siedemdziesięciu rozstrzelano wkrótce na Firleju pod Radomiem (4 kwietnia 1940). Zbrodnia ta była elementem represji zastosowanych przez Niemców w odwecie za działalność Oddziału Wydzielonego Wojska Polskiego mjra. „Hubala”. Druga pacyfikacja miała miejsce 29 września 1944 roku. Niemcy zamordowali wówczas dwie osoby i spalili zabudowania Stefankowa. 